# Munduk Temu
Munduk Temu is een bestuurslaag in het regentschap Tabanan van de provincie Bali, Indonesië. Munduk Temu telt 3018 inwoners (volkstelling 2010).